# Jewgienija Estes
Jewgienija Wiktorowna Estes (ros. Евгения Викторовна Эстес; z domu Artamonowa (Артамонова); ur. 17 lipca 1975 w Swierdłowsku) – rosyjska siatkarka, reprezentantka kraju, przyjmująca. W kadrze narodowej zadebiutowała w 1991 roku. W 1998 roku została uznana przez CEV najlepszą siatkarką w Europie. Zdobyła trzy srebrne medale olimpijskie w: 1992, 2000 i 2004. Obecnie występuje w Superlidze, w drużynie Urałoczki Jekaterynburg.
W lutym 2012 roku zdecydowała się na powrót do reprezentacji Rosji, z którą walczyć będzie o prawo gry na Igrzyskach Olimpijskich w Londynie.
Estes została odznaczona tytułem Zasłużonego Mistrza Sportu (2000), a także Orderem Przyjaźni 19 kwietnia 2001 r.
W sezonie 2008/09 została laureatką nagrody im. Ludmiły Bułdakowej.

## Kariera
W kadrze narodowej zadebiutowała w 1991 roku. Jewgienija Artamonowa rozpoczęła swoją karierę w Jekaterinburgu, w szeregach Urałoczki. Jako siedemnastolatka, zdobyła swój pierwszy medal olimpijski w Barcelonie w 1992 r. W 1993 roku zdobyła swój pierwszy medal mistrzostw Europy i została wybrana najlepiej atakującą zawodniczką turnieju. Rok później zajęła trzecie miejsce na Pucharze Świata.
Po dominacji w lidze rosyjskiej i dwukrotnym zwycięstwie w Lidze Mistrzyń, postanowiła przenieść się do Japonii, aby zagrać w Okisu Toyobo. W 1997 i 1999 roku reprezentacja Rosji zdobyła złoty medal mistrzostw Europy, a Estes została wybrana najlepiej atakującą i MVP tego turnieju.
W sezonie 1999/2000 powróciła do Europy i podpisała kontrakt z zespołem Eczacibasi Stambuł, z którym zdobyła Mistrzostwo i Puchar Turcji. Zespół ten prowadził wówczas Andrzej Niemczyk. W następnym sezonie wyjechała do Włoch – podpisała kontrakt z Regio Calabria, z którym wygrała Mistrzostwo i Puchar Włoch, zapisując się w historii ligi jako najskuteczniejsza zawodniczka tych rozgrywek. Latem 2001 roku z drużyną narodową wygrała kolejne mistrzostwa Europy, podpisała kontrakt z Urałoczką Jekaterinburg i ponownie wygrała ligę rosyjską. Pod koniec sezonu zdobyła kolejny brązowy medal na Mistrzostwach Świata 2002 r. w Niemczech.
W sezonie 2002/2003 ponownie wyjechała do Japonii, tym razem bronić barw Takefuji Bamboo. Pozostała związana z japońskim zespołem przez dwa sezony, po których pojechała na Igrzyska w Atenach w 2004 roku, gdzie zdobyła trzeci srebrny medal olimpijski. Po igrzyskach postanowiła grać w Szwajcarii, w klubie Volero Zürich. Pod koniec drugiego sezonu musiała zrobić sobie przerwę od siatkówki z powodu kontuzji.
Od sezonu 2007/2008 jest ponownie zawodniczką Urałoczki, której jest również kapitanem. W tym okresie została powołana na Igrzyskach Olimpijskie w Pekinie w 2008 roku. Pod koniec turnieju ogłosiła koniec kariery reprezentacyjnej. W 2012 r. Siergiej Owczynnikow po raz kolejny powołał siatkarkę na zgrupowanie reprezentacji.

## Pseudonim
„Lodowa lalka” – tak nazwali ją kibice w Rosji, ponieważ rzadko pokazywała swoje emocje.

## Sukcesy

### Klubowe

#### Mistrzostwo Rosji
- (1992, 1993, 1994, 1995, 1996, 1997, 1998, 1999, 2002, 2003)
- (2008, 2009, 2012)

#### Mistrzostwo Japonii
- (1999, 1998, 2003, 2004)
- (1997)
- (1996)

#### Mistrzostwo Szwajcarii
- (2005, 2006)

#### Puchar CEV
- (2009)

### Reprezentacyjne

#### Igrzyska Olimpijskie
- (1992, 2000, 2004)

#### World Grand Prix
- (1997, 1999, 2002)
- (1998, 2000, 2003)
- (1993, 1996, 2001)

#### Mistrzostwa Europy
- (1993, 1997, 1999, 2001)
- (1995)

#### Mistrzostwa Świata
- (1994, 1998, 2002)

#### Puchar Świata
- (1999)
- (1991)

## Nagrody Indywidualne
- 1997 – MVP i najlepiej punktująca zawodniczka Grand Prix
- 1998 – Najlepsza siatkarka w Europie
- 1999 – MVP Mistrzostw Europy
- 2002 – MVP Grand Prix

## Wyróżnienia
- Laureatka nagrody im. Ludmiły Bułdakowej w sezonie 2008/09